# Marina Livițchi
Marina Livițchi (* 7. April 1956 in Cahul, Moldauische SSR) ist eine ehemalige moldauische Politikerin und Hochschullehrerin.

## Leben
Trotz Kinderlähmung und Herkunft aus einfachen Verhältnissen studierte Livițchi Soziologie und Rechtswissenschaft an der Staatlichen Universität Sankt Petersburg. Sie schrieb eine Dissertation über den sozialen Schutz hilfsbedürftiger Bevölkerungsschichten. Von März 1994 bis Mai 1998 setzte sie sich als Abgeordnete im moldauischen Parlament für soziale Anliegen ein, unter anderem als Vorsitzende des Ausschusses für Sozialschutz, Gesundheit und Umwelt. 1996 war sie Präsidentschaftskandidatin und erhielt 2,13 % der Stimmen.
Ab Mai 1998 war sie Professorin des Rechts an der Moldauischen Akademie der Wirtschaftswissenschaften, ab November 2000 am Lehrstuhl für bürgerliches Recht der Freien Internationalen Universität (ULIM). Durch ihr soziales Engagement machte sie sich politische Feinde, was sie veranlasste im Juli 2001 zusammen mit ihrer Familie in die Schweiz zu emigrieren. Seit Oktober 2005 arbeitet sie als Zeitungsverkäuferin am Bahnhof in Basel.

## Veröffentlichungen
- Iarbă prin asfalt. Chișinău: Ruxanda, 2000. ISBN 9975-72-076-5
- Scara Maricicăi Livițchi din Moldova. Chișinău: Pontos, 2007. ISBN 978-9975-926-60-7